# Podenco
| FCI-Standards      | FCI-Standards                                                                           |
| ------------------ | --------------------------------------------------------------------------------------- |
| Ursprung           | Spanien bzw. Portugal                                                                   |
| Klassifikation FCI | Gruppe 5: Spitze und Hunde vom Urtyp Sektion 7: Urtyp – Hunde zur jagdlichen Verwendung |
|                    |                                                                                         |

Als Podenco werden im Spanischen mehrere sehr ähnliche, regional verbreitete windhundähnliche Jagdhunderassen bezeichnet. Podencos wurden ursprünglich auf der Iberischen Halbinsel, den Balearen und den Kanarischen Inseln gezüchtet. Die in Portugal sowie im spanischen Galicien übliche Schreibweise lautet Podengo. Zum Namen Podenco bzw. Podengo gehört immer noch eine weitere Bezeichnung, die die regionale Herkunft der jeweiligen Rasse angibt, beispielsweise Podenco Canario, der Podenco von den Kanaren, oder Podengo Português, der Podengo aus Portugal.

## Geschichte

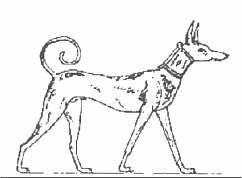
Tesem, Abbildung aus dem Grab Antefs II. (ca. 2065 v. Chr.)

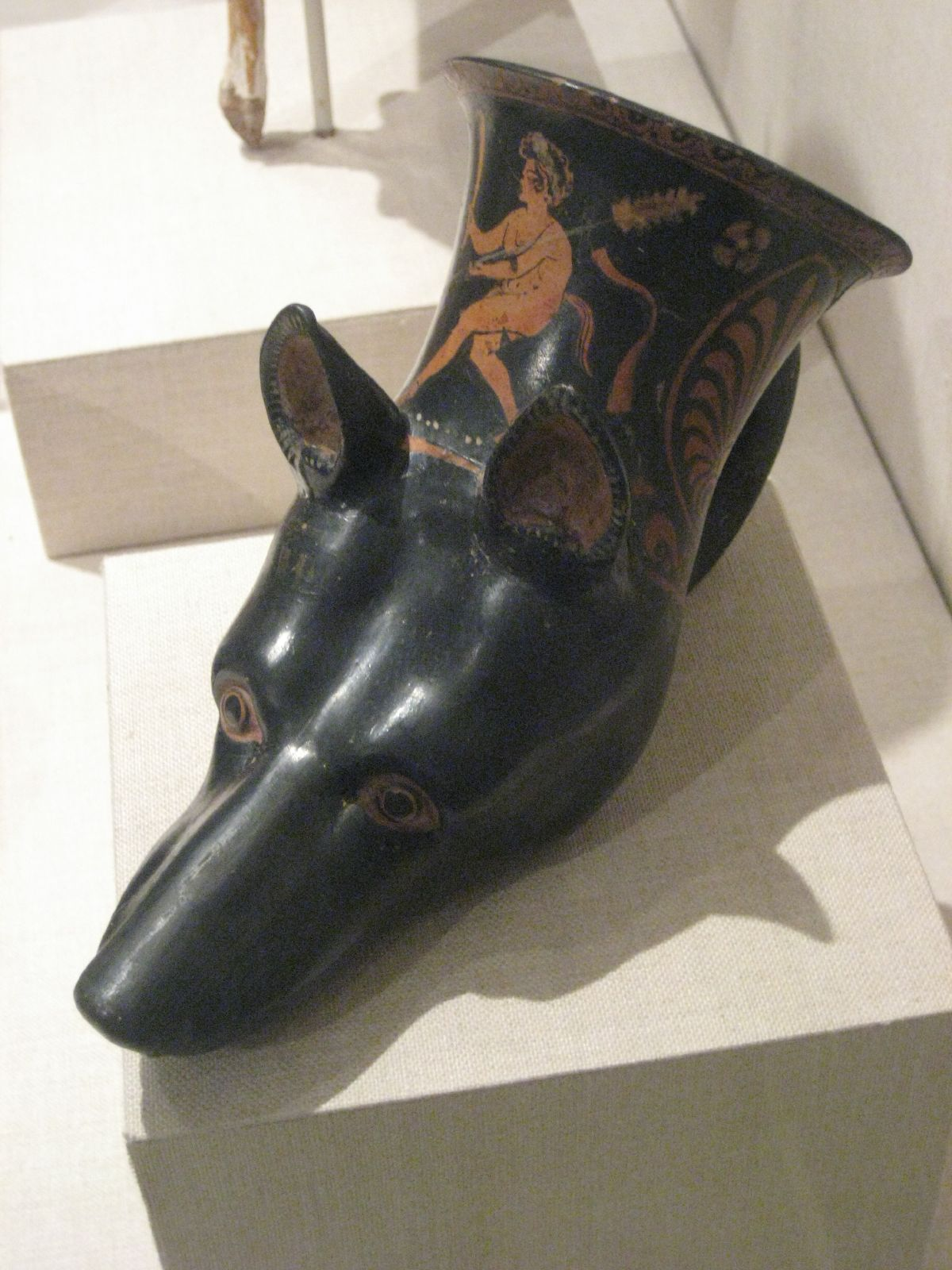
Hundekopf, apulischer Rhyton,
4. Jahrhundert v. Chr.

Dem Tesem, jener uralten Rasse, dem schon die alten Ägypter in ihren Grabmalen ein Denkmal gesetzt hatten, wird häufig nachgesagt, er sei der Stammvater der grazilen mediterranen Jagdhunde vom Typ der Podencos. Darstellungen aus der Zeit um ca. 3800–3600 v. Chr. zeigen einen stehohrigen, ringelschwänzigen, windhundartigen Hund, der eine Ähnlichkeit zu den heutigen Podencos/Podengos vermuten lässt. Antike Seefahrer wie die Phönizier und Karthager sollen für seine Verbreitung verantwortlich gewesen sein.
Insbesondere der ca. 70 cm große Podenco Ibicenco von den Balearen sowie der Pharaonenhund Kelb tal-Fenek von Malta werden oft als seine Nachfahren betrachtet; letzterer wird von der FCI sogar offiziell als Pharaonenhund (Pharaoh Hound) bezeichnet.
Einen wissenschaftlichen Beleg für diese Annahme gibt es jedoch nicht, so dass auch denkbar ist, dass die verschiedenen Rassen auf die im gesamten Mittelmeerraum und in weiten Teilen Afrikas verbreiteten Pariahunde zurückgehen und sich aufgrund ähnlicher topografischer Bedingungen parallel entwickelt haben.

## Allgemeine Beschreibung
Alle Vertreter dieser Gruppe mediterraner Hunderassen fallen durch ihre fledermausähnlichen Stehohren auf, die durch die schlanke Körperform der meisten Varietäten noch größer erscheinen. Einige Rassen kommen in rau- und glatthaariger Variante vor, wobei die glatthaarige häufiger ist. Die häufigsten Farben sind rot mit weiß, weiß mit rot, beim Podengo Português außerdem honigfarben.
Da die Hunde dieser Rassengruppe keine reinen Sichtjäger sind, werden sie nicht zu den Windhunden (FCI-Gruppe 10) gezählt, obwohl sie einen ähnlichen Körperbau besitzen. Von der FCI werden diese Rassen der Gruppe 5 „Spitze und Hunde vom Urtyp“, Sektion „Urtyp, Hunde zur jagdlichen Verwendung“ zugeordnet. Sie werden jedoch in den meisten Ländern Europas von den Rasseclubs für Windhunde betreut und können am Windhundsport teilnehmen. An Wettbewerben starten sie dabei in der Schweiz unter der Oberbezeichnung „Mediterrane Windhunde“.
Im weiteren Sinne kann man auch die verwandten Rassen außerhalb Spaniens und Portugals zu dieser Gruppe zählen, nämlich den Cirneco dell’Etna aus Sizilien, den Pharaonenhund (Kelb tal-Fenek) aus Malta (s. o.) und den noch nicht von der FCI anerkannten Kritikos Lagonikos aus Kreta.

## Varietäten
| Die bekanntesten Podenco/Podengo-Varietäten (vom DWZRV betreut) FCI-Gruppe 5, Sektion 7: Urtyphunde zur jagdlichen Verwendung | Die bekanntesten Podenco/Podengo-Varietäten (vom DWZRV betreut) FCI-Gruppe 5, Sektion 7: Urtyphunde zur jagdlichen Verwendung       | Die bekanntesten Podenco/Podengo-Varietäten (vom DWZRV betreut) FCI-Gruppe 5, Sektion 7: Urtyphunde zur jagdlichen Verwendung | Wenig bekannte Varietäten (nicht von der FCI anerkannt)                                                                                                | Wenig bekannte Varietäten (nicht von der FCI anerkannt)                                                                              | Wenig bekannte Varietäten (nicht von der FCI anerkannt) |
| --- | --- | --- | --- | --- | ------------------------------------------------------- |
| | | | | |                                                         |
| Podenco Canario | Podenco Ibicenco | Podengo Português | Podenco Andaluz | Weitere Varietäten |                                                         |
| - Glatthaar | - Glatthaar - Rauhaar - Langhaar | - Grande Glatthaar - Grande Rauhaar - Medio Glatthaar - Medio Rauhaar - Pequeno Glatthaar - Pequeno Rauhaar                   | - Talla Grande Glatthaar - Talla Grande Rauhaar - Talla Mediana Glatthaar - Talla Mediana Rauhaar - Talla Chica Glatthaar - Talla Chica Rauhaar        | - Podenco Andaluz Maneto - Podenco enano del Hierro - Podenco Andaluz Malagueño - Podenco Orito (Málaga) - Podengo Galego (Galicien) |                                                         |
| Canarian Warren Hound | Ibizan-Hound, Cà Eivissenç (katalanisch), Mallorqui, Xarnelo, Mayorquais, Charnegue, Charnegui, Ibiza-Laufhund, Balearen-(Lauf)Hund | | Seit 2015 DWZRV betreut RSCE-Standard Nr. 401, VDH-Standard Nr. 996 (seit 2015) Gruppe 5 (Hunde vom Urtyp) Sektion 7 (Hunde zur jagdlichen Verwendung) | Lokal vorkommende Rassen teilweise mit nationalem Standard                                                                           |                                                         |

## Wesen
Die Selbstständigkeit dieser Hunde macht es schwierig, sie als Begleithund zu halten: Im Haus sind sie windhundtypisch eher ruhige, sanfte Zeitgenossen, draußen aber zeigen sie häufig stark ausgeprägtes Jagdverhalten.
Für eine artgerechte Haltung ist Freilauf unerlässlich. Je nach Tier kann es unterschiedlich schwierig sein, einen Podenco frei laufen zu lassen. Ein wichtiger Faktor ist dabei auch die Eigeninitiative und Konsequenz des Halters.

## Verwendung
In den Ursprungsländern werden die Podencos bzw. Podengos zur waffenlosen Meutejagd auf Kaninchen eingesetzt und ausschließlich dafür gezüchtet. Eine Meute besteht in der Regel aus einem Rüden und bis zu zehn Hündinnen. Die Hunde arbeiten in der Regel konfliktfrei zusammen, Streitigkeiten um die Beute werden selten beobachtet. Die Hunde suchen sich ihre Aufgaben nach Belieben selbst aus: Manche stöbern eher im Gebüsch, andere umstellen die Büsche und stellen, was herausrennt. Die Hundeführer eines Podenco (Podenqueros) helfen den Hunden dabei. In einigen Regionen werden Frettchen zur Unterstützung eingesetzt, in Andalusien erfolgt die Jagd auch in Kombination mit dem kurzläufigen Maneto. Die größeren Rassevertreter sind sehr sprunggewaltig und überaus trittsicher.
Podencos sind ihrer Bestimmung nach Solitärjäger, also Jagdhunde im wahrsten Sinne des Wortes: Sie jagen und fangen die Beute selbständig und bringen diese oft lebend zu ihrem Besitzer zurück: Sie jagen „mit weichem Maul“.
Die Hunde dieser Rassengruppe sind nicht nur Sichtjäger, sondern sie jagen auch nach Gehör oder mit der Nase. Sie verstehen es auch, diese drei Möglichkeiten perfekt miteinander zu kombinieren.

## Begriffsbestimmungen
Das Wort Podenco bezeichnet im Spanischen einen Laufhund; in einigen Regionen hat es auch die allgemeinere Bedeutung Jagdhund. Die in Portugal sowie im spanischen Galicien übliche Schreibweise ist Podengo.
In ihrer Heimat sind diese Rassen alles andere als selten. Sie werden aber ganz überwiegend nicht nach den erst in jüngerer Zeit entstandenen Rassestandards gezüchtet, sondern schon seit langer Zeit eher regionaltypisch, nach Bedarf und Funktion ausgerichtet.

## Verwandte
|                                                              |                                                              |                                                                                            |
| Cirneco del Etna – Sizilien                                  | Pharaonenhund – Malta Pharaoh Hound Kelb tal-Fenek           | Kritikos Lagonikos – Kreta                                                                 |
| FCI Gruppe 5 Sektion: 7 Urtyphunde zur jagdlichen Verwendung | FCI Gruppe 5 Sektion: 7 Urtyphunde zur jagdlichen Verwendung | FCI Gruppe: Sektion: Urtyphunde zur jagdlichen Verwendung VDH Standard Nr. 995 (seit 2015) |